# Google Lunar X Prize
Google Lunar XPRIZE е конкурс, организиран от Фонд X Prize и спонсориран от компанията Google. Целта на конкурса е да се построи луноход, който да достигне Луната, да извърши меко кацане, да се придвижи по повърхността и да предаде на Земята определени данни. Конкурсът е обявен на 13 септември 2007 г. в Санта Моника (Калифорния, Съединени американски щати) на нарочна конференция с презентация на проекта в Лос Анджелис (Калифорния, САЩ).
През 2015 г. XPRIZE обявява, че крайният срок за състезанието ще бъде удължен до декември 2017 г., ако поне един отбор може да осигури потвърден договор за стартиране до 31 декември 2015 г. Два отбора осигуряват такъв договор и крайният срок е удължен. През август 2017 г. крайният срок отново е удължен, до 31 март 2018 г.
На 23 януари 2018 г. Фондация X Prize обявява, че „никой отбор няма да може да направи опит за изстрелване на Луната до крайния срок 31 март 2018 г. и наградата Google Lunar XPRIZE на стойност 30 млн. долара ще бъде отменена“.

## Награден фонд
Наградният фонд възлиза на $30 млн. и включва:
- първа награда от $20 млн.,
- втора награда от $5 млн. и
- няколко допълнителни премии на обща стойност $5 млн.

## Условия
Условията на конкурса (изпълнение на мисията) включват 3 основни задачи:
- меко кацане на лунната повърхност;
- изминаване на 500 m по лунната повърхност;
- предаване към Земята на изображение с висока разделителна способност и други данни.[8]

## Цел на конкурса
По думите на главния основател на фонда Питър Диамандис:
„Целта на конкурса е да стимулира развитието на евтини методи за автоматизирано изследване на Космоса. Ние се надяваме, че с помощта на конкурса ще бъде създадена технология, която действително ще започне комерсиална революция, ще бъдат създадени нови типове компании и нови типове космически апарати за изследване на космическото пространство“, „което значително ще съкрати стойността на изследванията на космоса“.

## Награди
Учредени са следните награди и премии.
- Първа награда (Главна награда) – връчва се на регистриран отбор, който първи изпълни всички основни задачи на Конкурса. Размерът на Главната награда възлиза на $20 млн., като срокът за изпълнението на условията за нея е до 31 декември 2012 г. Ако никой не успее в указания срок, то наградата ще бъде намалена до $15 млн., като крайният срок се променя до 31 декември 2014 г.
- Втора награда – получава отборът, който втори изпълни всички основни задачи на Конкурса. Възможен е вариант, при който втората награда да бъде връчена даже преди основната: по решение на организаторите втората награда може да бъде връчена, ако отборът изпълни повечето условия на състезанието, но 1 от условията се окаже неизпълнено, въпреки че отборът се опита да го изпълни (например, ако апаратът извърши меко кацане, предаде данни на Земята, но поради технически причини не може да измине 500 m). Размерът на втората награда възлиза на $5 млн. и е в сила до 31 декември 2017 г.
- Допълнителни награди – раздават се за допълнителни постижения извън обявените основни задачи. Общият награден фонд на допълнителните награди е $5 млн. долара.

## Основни задачи
- Меко кацане: Кацането на лунната повърхност трябва да е достатъчно меко, до степен, осигуряваща по-нататъшното функциониране на оборудването и позволяваща му да изпълни другите условия, поставени в конкурса.

Мястото на кацане се избира самостоятелно и произволно от отборите, но трябва да бъде съгласувано с организаторите на състезанието. Целта на това условие е да се избегнат ненужните рискове към участъци, които са важни от научно или историческо значение.
Апаратът е длъжен да достави полезен товар на Луната. В полезния товар влиза и знаме, изготвено от организаторите. Теглото на полезния товар ще бъде не повече от 500 g. Точният състав на полезния товар ще определи фондът не по-късно от 20 юли 2009 г.
- Придвижване (мобилност): Апаратът трябва да измине не по-малко от 500 m по луната повърхност.
- Предаване на видео и данни: Апаратът трябва да предаде на Земята предварително определена по размер информация, в която влизат фото и видео изображения, а също така предварително записани на Земята данни. Общия обем на предадената информация не трябва да е по-малко от 500 MB на двете сесии.

## Допълнителни награди
Допълнителните награди могат да бъдат:
- Награда „Наследство“ – за предаване на фото/видео данни на Земята за апарати от предишни луни мисии.
- Водна награда – за намирането на вода на Луната.
- Награда „Многообразие (разнообразие)“ – отборът който демонстрира най-голямо многообразие от участници. Неговите членове трябва да са от различен: пол, раса, възраст, националност и др.

## Участници
| Номер | Страна       | Отбор                              | Име на апарата            | Тип на апарата             | Craft Status                                                    | Връзки        |
| ----- | ------------ | ---------------------------------- | ------------------------- | -------------------------- | --------------------------------------------------------------- | ------------- |
| 01    | САЩ          | Odyssey Moon                       | MoonOne (M-1)             | спускаем апарат            | Merged into Team SpaceIL                                        | [ 10 ]        |
| 02    | САЩ          | Astrobotic                         | Griffin                   | спускаем апарат            | отпаднал от състезанието заради страрт на ракетата през 2019 г. | [ 12 ]        |
| 02    | САЩ          | Astrobotic                         | Red Rover                 | всъдеход                   | отпаднал от състезанието заради страрт на ракетата през 2019 г. | [ 14 ]        |
| 03    | Италия       | Team Italia                        |                           | всъдеход                   | разработва се                                                   | [ 15 ]        |
| 04    | САЩ          | Next Giant Leap                    |                           |                            | Acquired by Moon Express                                        | [ 16 ]        |
| 05    | Международен | FREDNET                            |                           |                            | оттеглил се                                                     | [ 18 ]        |
| 06    | Румъния      | ARCA                               | HAAS                      | lunar orbiter              | оттеглил се                                                     | [ 19 ]        |
| 06    | Румъния      | ARCA                               | European Lunar Explorer   | spherical rover            | оттеглил се                                                     | [ 19 ]        |
| 07    | САЩ          | Moon Express                       | MoonEx-1                  | всъдеход                   | разработва се                                                   | [ 20 ] [ 21 ] |
| 08    | САЩ          | STELLAR                            | Stellar Eagle             | всъдеход                   | разработва се                                                   | [ 22 ]        |
| 09    | САЩ          | JURBAN                             | JOHLT                     |                            | оттеглил се                                                     | [ 23 ]        |
| 10    | Малайзия     | Independence-X                     | ILR-1                     | всъдеход                   | разработва се                                                   | [ 24 ]        |
| 11    | САЩ          | Omega Envoy Teaming with AngelicvM | To be named               | спускаем апарат            | разработва се                                                   | [ 26 ]        |
| 11    | САЩ          | Omega Envoy Teaming with AngelicvM | Sagan                     | всъдеход                   | разработва се                                                   | [ 26 ]        |
| 12    | Международен | Synergy Moon                       | Tesla                     | всъдеход                   | разработва се                                                   | [ 27 ]        |
| 13    | Международен | Euroluna                           | ROMIT                     |                            | разработва се                                                   | [ 28 ]        |
| 14    | Международен | Team SELENE                        | RoverX                    | wheel+leg robot            | оттеглил се                                                     | [ 29 ]        |
| 15    | Япония       | Hakuto                             | To be named               | спускаем апарат            | разработва се                                                   | [ 31 ]        |
| 15    | Япония       | Hakuto                             | To be named               | всъдеход                   | разработва се                                                   | [ 31 ]        |
| 16    | Германия     | Part-Time Scientists               | Asimov Jr.                | всъдеход                   | разработва се                                                   | [ 32 ]        |
| 17    | Германия     | C-Base Open Moon                   | C-Rove                    | всъдеход                   | оттеглил се                                                     | [ 34 ]        |
| 18    | Русия        | Selenokhod                         |                           |                            | оттеглил се                                                     | [ 35 ]        |
| 19    | Испания      | Barcelona Moon Team                |                           |                            | разработва се                                                   | [ 34 ]        |
| 20    | САЩ          | Mystical Moon                      |                           |                            | оттеглил се                                                     | [ 36 ]        |
| 21    | САЩ          | Rocket City Space Pioneers         |                           |                            | Acquired by Moon Express                                        | [ 37 ]        |
| 22    | Израел       | Team SpaceIL                       | Sparrow                   | nano-ship                  | разработва се                                                   | [ 38 ]        |
| 23    | Унгария      | Team Puli                          |                           |                            | разработва се                                                   | [ 39 ]        |
| 24    | Бразилия     | SpaceMETA                          |                           |                            | разработва се                                                   | [ 40 ]        |
| 25    | Канада       | Team Plan B                        | Plan B                    |                            | разработва се                                                   | [ 41 ] [ 42 ] |
| 26    | САЩ          | Penn State Lunar Lion Team         | Lunar Lion                | спускаем апарат и всъдеход | разработва се                                                   | [ 44 ]        |
| 27    | Чили         | AngelicvM Teaming with Omega Envoy | Dandelion                 | всъдеход                   | разработва се                                                   | [ 45 ]        |
| 28    | Индия        | Team Indus                         |                           |                            | разработва се                                                   | [ 46 ]        |
| 29    | САЩ          | Team Phoenicia                     | Storming the High Heavens | спускаем апарат            | оттеглил се                                                     | [ 47 ]        |
| 30    | САЩ          | SCSG                               |                           |                            | оттеглил се                                                     | [ 48 ]        |
| 31    | САЩ          | Micro-Space                        | Crusader LL               | спускаем апарат            | оттеглил се                                                     | [ 51 ]        |
| 32    | САЩ          | Quantum3                           |                           |                            | оттеглил се                                                     | [ 52 ]        |
| 33    | САЩ          | Advaeros                           |                           |                            | оттеглил се                                                     | [ 53 ]        |
| 34    | САЩ          | LunaTrex                           |                           |                            | не е регистриран                                                | [ 55 ]        |